# 5 Korpus Obrony Powietrznej (ZSRR)
5 Korpus Obrony Powietrznej – wyższy związek taktyczny wojsk obrony przeciwlotniczej Sił Zbrojnych ZSRR i Federacji Rosyjskiej.

## Zmiany organizacyjne
W grudniu 1994 roku 4 Armia OP została przeformowana w 5 Korpus OP. W 1998 roku, 5 Korpus OP włączono w skład Sił Powietrznych i Obrony Przeciwlotniczej SZ FR. Zgodnie z dyrektywą SG z 30 listopada 2000, od 1 czerwca 2001 roku 5 KOP przeformowano w 5 Armię Sił Powietrznych i Obrony Przeciwlotniczej.

## Struktura organizacyjna
W latach 1991–1992
- dowództwo – Swierdłowsk
- 8 Brygada Radiotechniczna – Kamieńsk Uralski
- 247 pułk radiotechniczny – Perm
- pułk radiotechniczny – Czelabińsk
- pułk rakietowy OP – Magnitogorsk